# 파트리크 지그마노프스키
파트리크 지그마노프스키(프랑스어: Patrick Zygmanowski, 1970년 7월 1일~)는 프랑스의 피아노 연주자이다.